# Autographa valba
Autographa valba là một loài bướm đêm trong họ Noctuidae.